# Kleinfahrzeug
Entsprechend der deutschen Binnenschifffahrtsstraßen-Ordnung (BinSchStrO) gilt ein Wasserfahrzeug als Kleinfahrzeug, wenn  dessen Schiffskörper ohne Ruder und Bugspriet eine Länge von weniger als 20 m aufweist (§ 1.01 Nummer 14 BinSchStrO). Die BinSchStrO regelt im selben Paragraphen allerdings auch, dass es Fahrzeuge gibt, die zwar kürzer als 20 m sein können, rechtlich aufgrund ihrer Art aber keine Kleinfahrzeuge sind, wie zum Beispiel Fahrgastschiffe, die für mindestens 12 Personen zugelassen sind, Fähren, oder schwimmendes Gerät. Praktische Relevanz hat die Unterscheidung zwischen Kleinfahrzeugen und Fahrzeugen – das sind Wasserfahrzeuge, die keine Kleinfahrzeuge sind – insbesondere deshalb, weil Kleinfahrzeuge Fahrzeugen auf Kollisionskurs grundsätzlich auszuweichen haben (§ 6.02 Nummer 1 BinSchStrO).

## Kleinfahrzeugtabelle
Zunehmend neuartige Wasserfahrzeuge haben die Generaldirektion Wasserstraßen und Schifffahrt veranlasst, eine tabellarische Übersicht zu veröffentlichen, in der die einzelnen Objekte rechtlichen Kategorien zugeordnet werden. Die Kleinfahrzeugtabelle wurde in Zusammenarbeit mit dem Bundesministerium für Digitales und Verkehr, den zuständigen Behörden und nachgeordneten Ämtern erstellt und im Juni 2023 erstmals bei ELWIS veröffentlicht.

## Rechtsquellen zur Kennzeichnung
- Verordnung über die Kennzeichnung von auf Binnenschiffahrtsstraßen verkehrenden Kleinfahrzeugen (KlFzKV-BinSch) vom 21. Februar 1995 (BGBl. I S. 226)
- § 2_02 BinSchStrO